# Merionethshire
Merionethshire (także Merioneth, wal. Sir Feirionnydd, Meirio(n)nydd) – hrabstwo historyczne w północno-zachodniej Walii (Wielka Brytania).
Hrabstwo ustanowione zostało w 1284 roku, na mocy statutu z Rhuddlan, który podporządkował Walię koronie angielskiej. Nazwa hrabstwa pochodzi od imienia Meiriona, sprawującego władzę na tym obszarze w V wieku. Stolicą hrabstwa było miasto Dolgellau. Hrabstwo istniało do 1974 roku, kiedy jego większa część włączona została do nowo utworzonego hrabstwa Gwynedd. Jego północno-wschodni fragment wcielony został do sąsiedniego hrabstwa Clwyd, a po reformie administracyjnej z 1996 roku znalazł się w granicach Denbighshire.
Hrabstwo zajmowało powierzchnię 1709 km² (8,2% powierzchni Walii). W 1801 roku zamieszkane było przez 28 316 osób (4,7% całkowitej ludności Walii), w 1851 roku – 38 453 (3,2%), w 1901 roku – 48 852 (2,4%), a w 1951 roku – 41 465 (1,6%). W 2011 roku obszar dawnego hrabstwa zamieszkany był przez 37 874 osób. Obszar ten cechuje się jednym z najwyższych odsetków znajomości języka walijskiego; w latach 90. XX wieku potrafiły się nim posługiwać niemal 2/3 mieszkańców.
Hrabstwo położone było nad wybrzeżem zatoki Cardigan (Morze Irlandzkie), naprzemiennie klifowym i plażowym. Wybrzeże należące do hrabstwa rozciągało się od estuarium rzeki Dyfi (Dovey) na południu po estuarium rzek Glaslyn i Dwyryd na północy. Teren hrabstwa był górzysty; najwyższe szczyty – Aran Fawddwy (905 m n.p.m.), oraz Cadair Idris (893 m n.p.m.). W jego granicach znajdowało się największe naturalne jezioro Walii – Bala (Llyn Tegid), a także największy zbiornik retencyjny tego kraju – Llyn Trawsfynydd. Większa część hrabstwa znajdowała się w obrębie Parku Narodowego Snowdonia.
Na obszarze hrabstwa rozwinęły się hodowla owiec oraz turystyka. Do atrakcji turystycznych należą zamek w Harlech, inspirowana architekturą włoską wieś Portmeirion oraz zabytkowa kolej wąskotorowa Ffestiniog Railway. Istotną rolę odgrywało niegdyś wydobycie łupków i wapienia; na mniejszą skalę wydobywano także ołów, miedź i złoto. W okolicach Dolgellau rozwinięty był przemysł włókienniczy (produkcja flaneli i innych wyrobów wełnianych). W XX wieku funkcjonowała elektrownia jądrowa Trawsfynydd.
Do głównych miejscowości hrabstwa należały: Aberdyfi, Bala, Barmouth, Blaenau Ffestiniog, Harlech, Dolgellau, Trawsfynydd oraz Tywyn.